# Lipomyces suomiensis
Lipomyces suomiensis är en svampart som först beskrevs av M.T. Sm., Van der Walt & Y. Yamada, och fick sitt nu gällande namn av Kurtzman, Albertyn & Basehoar-Powers 2007. Lipomyces suomiensis ingår i släktet Lipomyces och familjen Lipomycetaceae.   Inga underarter finns listade i Catalogue of Life.